# Mianhuatan Shuiku
Mianhuatan Shuiku (kinesiska: 棉花滩水库) är en reservoar i Kina. Den ligger i provinsen Fujian, i den sydöstra delen av landet, omkring 310 kilometer sydväst om provinshuvudstaden Fuzhou. Mianhuatan Shuiku ligger 180 meter över havet. I omgivningarna runt Mianhuatan Shuiku växer i huvudsak städsegrön lövskog.
Genomsnittlig årsnederbörd är 2 015 millimeter. Den regnigaste månaden är maj, med i genomsnitt 396 mm nederbörd, och den torraste är oktober, med 21 mm nederbörd.